# Gestaçô
Gestaçô is een plaats (freguesia) in de Portugese gemeente Baião en telt 1 417 inwoners (2001).